# Bright (película)
Bright (traducido como Brillante en español) es una película de acción y fantasía urbana estadounidense de 2017 dirigida por David Ayer y escrita por Max Landis. La película está protagonizada por Will Smith en el papel de un oficial de policía del Departamento de Policía de Los Ángeles que se asocia con un oficial de policía novato del clan de los Orcos (Joel Edgerton) en un mundo en el que las criaturas humanas y míticas conviven paralelamente. La película también está protagonizada por Noomi Rapace, Lucy Fry, Édgar Ramírez e Ike Barinholtz, y se estrenó en todo el mundo en la plataforma Netflix el 22 de diciembre de 2017.

## Sinopsis
En un presente alternativo en que humanos y criaturas fantásticas han coexistido desde el principio de los tiempos. En este universo con reminiscencias al concebido por J.R.R. Tolkien conviven tres especies humanoides inteligentes en una sociedad estratificada: los elfos que se encuentran en la cúspide como clase dirigente, los orcos en el estrato social más bajo y generalmente asociados a la marginalidad y los humanos que se encuentran desde la clase baja a la media. El oficial humano de la Policía de Los Ángeles, Daryl Ward, (Will Smith) se reincorpora al servicio tras recuperarse de un impacto de bala por un delincuente en compañía del oficial novato Nick Jakoby, (Joel Edgerton). Este último es el primer orco en ser oficial de policía, siendo repudiado por los de su propia especie y por el resto de policías del departamento que son únicamente humanos. Con tensiones entre ambos por el incidente en que Daryl casi pierde la vida, ambos policías se embarcan en una noche de patrullaje rutinario en el que descubren un raro objeto: una varita mágica, que se suponía había sido destruida junto con otras y contenedora de un gran poder ambicionado tanto por humanos como por elfos renegados. Entre los últimos se hallan los seguidores de un culto oscuro que podrían alterar el mundo que conocen para siempre.

## Argumento
Los humanos coexisten con otras razas sensibles, en particular orcos y elfos. Si bien se sabe que la magia es real, su práctica es ilegal. Existen raros artefactos mágicos conocidos como varitas mágicas , pero solo unos pocos individuos llamados "Brights" pueden manejarlos sin morir. En Los Ángeles , el veterano oficial de LAPD Daryl Ward se ha asociado involuntariamente con Nick Jakoby, el primer oficial de policía orco de la nación, igualmente detestado por sus hermanos oficiales por su raza y otros orcos por ser un policía. La relación de Ward con Jakoby ha sido incómoda desde que Ward fue herido por un ladrón armado orco que Jakoby no pudo aprehender y la policía de Los Ángeles.La división de Asuntos Internos sospecha que Jakoby dejó escapar al ladrón a propósito.
Una noche, Ward y Jakoby responden a un alboroto en lo que resulta ser una casa segura para el "Escudo de la Luz", un grupo extremista que profetiza el regreso del "Señor Oscuro", una figura semimítica de miles de años. Hace que fue derrotado por un ejército combinado de ocho razas (los orcos lo apoyaron y fueron derrotados con él). En el interior, Ward y Jakoby apresan a la única superviviente, una elfa llamada Tikka en posesión de una varita.
Ward pide refuerzos pero, en el momento en que los cuatro oficiales que llegan ven la varita, intentan obligar a Ward a matar a Jakoby y dejar que se roben la varita, recordándole a Ward que Jakoby ya lo ha traicionado al dejar escapar al ladrón.
Ward sale y exige la verdad sobre el ladrón. Jakoby explica que el primer orco escapó de él y Jakoby detuvo por error a un segundo, más joven (dándose cuenta de su olor que no era el tirador de Ward), luego lo ayudó a escapar de los oficiales de respaldo que llegaban, sabiendo que probablemente dispararían al niño. en el acto sin hacer preguntas.
Cuando los cuatro oficiales aparecen detrás de Ward, planeando matarlo a él y a Jakoby, Ward se da vuelta y les dispara antes de que puedan devolver el fuego. El tiroteo atrae la atención de la pandilla hispana local, cuyo líder en silla de ruedas , Poison, ha visto la varita y cree que puede permitirle caminar de nuevo. Mientras tanto, los rumores de la varita atraen tanto a su dueña, Leilah, la líder de la secta elfa radical llamada Inferni, como a Kandomere, un agente elfo del FBI asignado a la "Fuerza de Tarea Mágica" federal.
El trío huye a través del territorio del clan Orco Dientes de Niebla, interrumpiendo su rave mensual . Los gánsteres arrinconan al trío en un club de estriptis, pero son asesinados por Leilah y sus dos ejecutores, lo que permite que el trío escape nuevamente. En una estación de servicio, Ward se pone en contacto con su amigo , el ayudante del alguacil Rodríguez, en quien sabe que puede confiar. Rodríguez contacta a Kandomere y su compañera humana Hildebrandt Ulysses Montehugh, pero su conversación es interceptada por Leilah, quien ataca la estación de servicio, matando a Rodríguez.
Escapando de nuevo, el trío es capturado por los Orcos Dientes de Niebla cuyo líder Dorghu también quiere la varita. Dorghu le ordena a su hijo Mikey que mate a Jakoby, pero Mikey revela que él era el orco al que Jakoby permitió escapar y, por lo tanto, se niega a matarlo. Dorghu envía a su hijo y mata al propio Jakoby. Pero mientras se prepara para matar a Ward, Tikka saca la varita y la usa para resucitar a Jakoby, revelando que ella es una Brillante. El chamán de los dientes de niebla declara que esto es parte de una profecía, haciendo que el clan se arrodillara ante Jakoby y permitiera que el trío se liberara. Tikka, ahora confiando en ellos, revela que habla inglés y explica que los Inferni creen que ensamblar tres varitas les permitirá resucitar al Señor Oscuro. Ella era miembro de los Inferni pero huyó del grupo y fue protegida por el Escudo de la Luz. Leilah le prestó su varita a un asesino de Bright y la envió a matar a Tikka, pero Tikka escapó con la varita.
Usar la varita para resucitar a Jakoby ha enfermado gravemente a Tikka y el único lugar donde puede curarse es una piscina mágica en la casa segura. Regresan allí, pero Leilah y sus dos guardias les tienden una emboscada. En el enfrentamiento, los guardias de Leilah mueren, pero Leilah mantiene a Tikka indefenso mientras Ward y Jakoby se quedan sin municiones. Ward agarra deliberadamente la varita, creyendo que la explosión resultante los matará a todos. Para sorpresa de todos, Ward sobrevive manejando la varita, revelando que él también es un Brillante. Con una palabra de hechizo de Tikka, Ward destruye a Leilah, provocando una explosión que incendia el edificio. Tikka desaparece y Ward y Jakoby, heridos, intentan escapar del edificio.
Al encontrarse solo afuera, Jakoby se apresura a regresar al infierno y rescata a Ward cuando llegan los bomberos y la ambulancia. Dorghu y su clan aparecen y realizan una antigua ceremonia orca que significa para Jakoby que ahora es "de sangre", un estado orco que solo se puede lograr mediante un acto de gran valentía. Mientras él y Ward son llevados al hospital, los agentes federales llegan para tomar posesión de la varita de Leilah. En el hospital, Ward y Jakoby les dan a Kandomere y Montehugh una declaración manipulada de los eventos de la noche anterior, entendiendo que los agentes federales quieren que la existencia de la varita y cualquier indicio de actividad mágica se mantenga en secreto. En una ceremonia pública, Jakoby y Ward son honrados por su valiente posición contra los "terroristas armados" aunque ambos están disgustados de que los policías corruptos sean honrados póstumamente junto con ellos y Rodríguez. Ward sonríe cuando ve a Tikka moviéndose entre la multitud disfrazada.

## Reparto
- Will Smith como Daryl Ward.
- Joel Edgerton como Nick Jakoby.
- Noomi Rapace como Leilah.
- Édgar Ramírez como Kandomere.
- Lucy Fry como Tikka.
- Veronica Ngo como Tien.
- Alex Meraz como Serafin.
- Happy Anderson como Montehugh.
- Ike Barinholtz como Pollard.
- Dawn Olivieri como Sherri Ward.
- Matt Gerald como Hicks.
- Margaret Cho como Ching.
- Joseph Piccuirro como Brown.
- Brad William Henke como Dorghu.
- Jay Hernández como Rodríguez.
- Enrique Murciano como Poison.
- Scarlet Spencer como Sophia Ward.
- Andrea Navedo como Pérez.
- Kenneth Choi como Yamahara.

## Recepción
La película no impresionó a los críticos, pero en general fue favorable para el público. Tiene una calificación del 27% basada en 84 reseñas, con una calificación promedio de 3.9 sobre 10 en Rotten Tomatoes, mientras que para la audiencia muestra una aceptación del 86%. El consenso crítico del sitio web afirma "Bright intenta mezclar la fantasía, el drama policial contundente y la crítica social, y termina en deuda en los tres frentes". En Metacritic la película tiene una puntuación promedio ponderada de 29 sobre 100, basada en 26 críticas, lo que indica "reseñas generalmente desfavorables". Una de las reseñas más duras vino de parte del crítico David Ehrlich, quien tuiteó que Bright era "la peor película de 2017". En respuesta, el director David Ayer indicó: "Bright es una película muy divertida. Me encantaría leer cualquier guión que haya escrito el señor Ehrlich".